# Fernando Barrachina
Fernando Barrachina Plo, (Granada, 24 de febrero de 1947-Valencia, 4 de enero de 2016) fue un futbolista español que se desempeñaba como defensa.

## Clubes
| Club        | País   | Año       |
| ----------- | ------ | --------- |
| Granada CF  | España | 1966-1969 |
| Valencia CF | España | 1969-1977 |
| Cádiz CF    | España | 1976-1979 |

## Palmarés
- Liga con el Valencia CF en el año 1971.

## Internacionalidades
- 1 vez internacional con España.
- Debutó con la selección española en La Línea de la Concepción el 15 de octubre de 1969 contra Finlandia.[3]